# پشت‌بام (جاجرم)
پشت‌بام روستایی در دهستان شوقان بخش جلگه شوقان شهرستان جاجرم استان خراسان شمالی ایران است.

## جمعیت
بر پایه سرشماری عمومی نفوس و مسکن در سال ۱۳۹۵ جمعیت این مکان ۳۳۹ نفر (۱۱۲خانوار) بوده‌است.